# Аборигены Лация
Аборигены Лация, или аборигины (лат. Aborigines) — согласно римскому преданию, древнейшие обитатели Лация. Современный термин «аборигены» происходит от обозначения данного народа.

## Этимология
Этимология названия неясна. Современное толкование как «изначальные», лат. ab origene‚ в римское время не засвидетельствовано. У Ликофрона они названы Βορείγονοι, «происходящие с севера (от Рима)». Высказывалась также гипотеза, что изначально имя могло звучать Aberrigenes (от лат. aberrare «блуждать, отклоняться»), с указанием на (возможно) кочевой образ жизни.

## Происхождение
Уже античные источники высказывают противоречивые точки зрения о происхождении аборигенов. Лишь часть авторов считает их действительно исконными обитателями Лация; другие видят в них мигрировавших лигуров или греков. Они происходили из области Реата (ныне Риети), вытеснили сакранов или сикулов из Лация и победили умбров. Саллюстий описывает их как нецивилизованных, тогда как другие источники указывают на то, что у аборигенов была монархия. Известны имена нескольких аборигенских царей, многие из которых совпадают с именами римских богов: Сатурн, Тибр, Фавн, Авентин, Пик, а также известный царь Латин, имя которого связано с областью Лаций. Ознакомление аборигенов с греческими письменами и пантеоном приписывали Эвандру.
В преданиях аборигены, наряду с троянцами под предводительством Энея, считаются одним из двух народов, сформировавших этнос латинов. Мифы весьма противоречивы в том, что касается отношений между латинами и троянцами: в одних мифах эти два племени выступают как союзники, в других — как противники.
Юстин относит к аборигенам даже Ромула, основателя Рима.